# Nathan Aké
Nathan Benjamin Aké (Voorburg, 18 februari 1995) is een Nederlands-Ivoriaans betaald voetballer die met name inzetbaar is als verdediger, maar ook als linksback en verdedigende middenvelder. Hij tekende op 5 augustus 2020 bij Manchester City. Aké debuteerde in mei 2017 in het Nederlands voetbalelftal. Aké won onder andere de UEFA Europa League met Chelsea en de UEFA Champions League met Manchester City.

## Clubcarrière

### Jeugd
Aké heeft een Ivoriaanse vader en een Nederlandse moeder. Nadat hij bij VV Wilhelmus in Voorburg met voetballen was begonnen, kwam Aké vanaf de E-jeugd uit voor ADO Den Haag. In Rotterdam doorliep hij het Thorbecke VO. Hij vertrok in 2007 naar Feyenoord, waar hij tot 2011 diverse jeugdteams doorliep.

### Chelsea
Aké tekende in 2011 een profcontract bij Chelsea. Daar werd hij in zijn eerste seizoen uitgeroepen tot meest beloftevolle speler van het jaar. Tijdens een League Cup-wedstrijd tegen Manchester United op 31 oktober 2012 zat Aké op de bank bij Chelsea.
Manager Roberto Di Matteo twijfelde om hem uit te lenen, zoals hij eerder deed met Nathaniel Chalobah, of om hem speelminuten te gunnen.
Op 26 december 2012 maakte Aké zijn debuut voor Chelsea onder Rafael Benítez. Hij viel in de 91e minuut in voor Juan Mata tijdens een wedstrijd in de Premier League tegen Norwich City. Op 27 februari 2013 mocht hij voor het eerst in de basiself starten in het FA Cup-duel tegen Middlesbrough. Aké speelde 90 minuten centraal in de verdediging naast aanvoerder John Terry. Chelsea won met 0-2 na doelpunten van Ramires en Victor Moses.
Hij maakte zijn Europees debuut op 11 april 2013 in de kwartfinale van de UEFA Europa League tegen het Russische Roebin Kazan. Hij speelde de volledige wedstrijd uit als defensieve middenvelder. Chelsea verloor de wedstrijd met 3–2 maar is toch geplaatst dankzij een 3–1 zege uit de heenwedstrijd. Aké verloor bij het tweede tegendoelpunt een luchtduel van de amper 1,66 meter lange Gökdeniz Karadeniz. Op 2 mei 2013 speelde hij zijn tweede Europese wedstrijd. In de halve finale van de UEFA Europa League tegen het Zwitserse FC Basel kwam hij als invaller in het veld voor David Luiz.
Op 5 mei 2013 speelde hij zes maanden na zijn debuut zijn tweede wedstrijd in de Premier League, tijdens een 0–1 zege op Old Trafford. Aké mocht in de slotminuten Juan Mata vervangen. Chelsea won de wedstrijd na een eigen doelpunt van Phil Jones. Op 19 mei 2013 deed hij in de laatste competitiewedstrijd van het seizoen 90 minuten mee tegen Everton. Chelsea was op dat moment nog volop in de running voor een ticket voor de UEFA Champions League. Het won de wedstrijd met 2-1 na doelpunten van Fernando Torres en Juan Mata. Op 8 augustus 2013 maakte Chelsea bekend de verbintenis met Aké te hebben verlengd tot medio 2018.

### Verhuurd aan Reading
Chelsea verhuurde Aké op 25 maart 2015 voor een maand aan Reading, op dat moment actief in de Championship. Daar kwam hij tot slechts vijf wedstrijden.

### Verhuur aan Watford
Aké verlengde in augustus 2015 zijn contract bij Chelsea tot medio 2020. De club verhuurde hem diezelfde dag voor een jaar aan Watford, dat in het voorgaande seizoen promoveerde naar de Premier League. Hij eindigde het seizoen 2015/16 met de club op plaats dertien. Zelf was hij voornamelijk basisspeler bij Watford. Hij speelde 28 wedstrijden voor Watford.

### Bournemouth
Chelsea verhuurde Aké in juni 2016 voor een jaar aan Bournemouth, de nummer zestien van de Premier League in het voorgaande jaar. Chelsea was dermate tevreden over de manier waarop hij daar presteerde, dat de club hem in januari 2017 vervroegd terughaalde. Aké kwam na zijn terugkeer bij Chelsea opnieuw weinig aan spelen toe. Uiteindelijk speelde hij tussen 2012 en 2017 zeventien wedstrijden voor The Blues. Daarom verhuisde hij in juni 2017 definitief naar AFC Bournemouth. Dat betaalde een clubrecord van circa 22,7 miljoen euro voor hem aan Chelsea. In drie seizoenen kwam Aké tot 109 officiële wedstrijden. In zijn laatste seizoen degradeerde hij met Bournemouth. Wel genoot hij de interesse van onder meer Manchester City en zijn oude club Chelsea.

### Manchester City
In augustus 2020 maakte Aké voor 45 miljoen euro de overstap naar het Manchester City van Pep Guardiola, waar hij een contract tekende voor vijf seizoenen, tot de zomer van 2025. Op 27 september 2020 scoorde Aké zijn eerste competitiedoelpunt voor Manchester City in de met 2–5 verloren thuiswedstrijd tegen Leicester City. Na een veelbelovende start wierpen problemen aan de hamstring Aké terug, grepen andere spelers hun kans, en kwam hij maar weinig aan spelen toe.
Later verbeterde zijn situatie sterk. In seizoen 2022/23 presteerde Aké erg goed. Dat seizoen won hij met zijn club zowel het kampioenschap, als de beker, als de Champions League. Hiermee werd de treble behaald.
In januari 2023 scoorde Aké de enige en winnende treffer in een wedstrijd tegen Arsenal in de FA Cup. Naderhand werd hij geprezen door Guardiola, mede doordat Aké als wisselspeler nooit heeft geklaagd en tijdens zijn speelminuten altijd liet zien waarvoor hij was gehaald.

## Clubstatistieken
| Seizoen                       | Club            | Competitie      | Competitie | Competitie | Beker | Beker | Internationaal | Internationaal | Overig | Overig | Totaal | Totaal |
| Seizoen                       | Club            | Competitie      | Wed.       | Dlp.       | Wed.  | Dlp.  | Wed.           | Dlp.           | Wed.   | Dlp.   | Wed.   | Dlp.   |
| ----------------------------- | --------------- | --------------- | ---------- | ---------- | ----- | ----- | -------------- | -------------- | ------ | ------ | ------ | ------ |
| 2012/13                       | Chelsea         | Premier League  | 3          | 0          | 1     | 0     | 2              | 0              | 0      | 0      | 6      | 0      |
| 2013/14                       | Chelsea         | Premier League  | 1          | 0          | 0     | 0     | 0              | 0              | 0      | 0      | 1      | 0      |
| 2014/15                       | Chelsea         | Premier League  | 0          | 0          | 3     | 0     | 1              | 0              | 0      | 0      | 4      | 0      |
| 2014/15                       | → Reading       | Championship    | 5          | 0          | 0     | 0     | –              | –              | 0      | 0      | 5      | 0      |
| 2014/15                       | Chelsea         | Premier League  | 1          | 0          | 0     | 0     | 0              | 0              | 0      | 0      | 1      | 0      |
| 2015/16                       | → Watford       | Premier League  | 24         | 1          | 4     | 0     | –              | –              | 0      | 0      | 28     | 1      |
| 2016/17                       | → Bournemouth   | Premier League  | 10         | 3          | 2     | 0     | –              | –              | 0      | 0      | 12     | 3      |
| 2016/17                       | Chelsea         | Premier League  | 2          | 0          | 3     | 0     | –              | –              | 0      | 0      | 5      | 0      |
| 2017/18                       | Bournemouth     | Premier League  | 38         | 2          | 2     | 0     | –              | –              | 0      | 0      | 40     | 2      |
| 2018/19                       | Bournemouth     | Premier League  | 38         | 4          | 1     | 0     | –              | –              | 0      | 0      | 39     | 4      |
| 2019/20                       | Bournemouth     | Premier League  | 29         | 2          | 1     | 0     | –              | –              | 0      | 0      | 30     | 2      |
| 2020/21                       | Manchester City | Premier League  | 10         | 1          | 1     | 0     | 2              | 0              | 0      | 0      | 13     | 1      |
| 2021/22                       | Manchester City | Premier League  | 14         | 2          | 6     | 0     | 6              | 1              | 1      | 0      | 27     | 3      |
| 2022/23                       | Manchester City | Premier League  | 26         | 1          | 6     | 2     | 8              | 0              | 1      | 0      | 41     | 3      |
| 2023/24                       | Manchester City | Premier League  | 29         | 2          | 5     | 1     | 7              | 0              | 3      | 0      | 44     | 3      |
| 2024/25                       | Manchester City | Premier League  | 8          | 0          | 3     | 0     | 2              | 0              | 0      | 0      | 13     | 0      |
| Carrière totaal               | Carrière totaal | Carrière totaal | 238        | 18         | 38    | 3     | 28             | 1              | 5      | 0      | 309    | 22     |
| Bijgewerkt op 12 januari 2025 |                 |                 |            |            |       |       |                |                |        |        |        |        |

## Interlandcarrière
Aké kwam uit voor Oranje –15, Oranje –16 en Oranje –17. Hij won op 16 mei 2012 met Oranje –17 het EK –17. Zijn teamgenoten en hij wonnen de finale na strafschoppen van Duitsland –17. In een team met onder anderen Jorrit Hendrix en Tonny Vilhena was Aké aanvoerder.
Eind april 2017 berichtte De Telegraaf dat Aké overwoog om zijn interlandcarrière voort te zetten bij Ivoorkust. De international van Jong Oranje voerde daarover gesprekken met de nieuwe bondscoach Marc Wilmots van het West-Afrikaanse land. Interim-bondscoach Fred Grim van Nederland zou een vertrek betreuren, zo liet hij optekenen in de Nederlandse pers. "Nathan is in potentie een Nederlands elftal-speler", aldus de oud-doelman. "Niet voor niets heeft hij alle Oranje-jeugdelftallen doorlopen en was hij er alle duels van Jong Oranje bij. Hij wordt ook nauwlettend in de gaten gehouden voor het Nederlands elftal."
Op 18 mei 2017 werd Aké, net als doelman Sergio Padt van FC Groningen, door de nieuwbakken bondscoach Dick Advocaat opgenomen in de voorlopige selectie van het Nederlands elftal. Beiden werden voor de eerste keer geïnviteerd. Het ging om de selectie voor de oefenwedstrijden tegen Marokko (31 mei) en Ivoorkust (4 juni) en de WK-kwalificatiewedstrijd tegen Luxemburg (9 juni). Onder leiding van interim-bondscoach Fred Grim maakte Aké op woensdag 31 mei 2017 zijn daadwerkelijke debuut in het Nederlands elftal in de vriendschappelijke wedstrijd in en tegen Marokko (1-2). Negen dagen later viel hij acht minuten voor tijd in voor de jarige jubilaris Wesley Sneijder (131ste interland) in de WK-kwalificatiewedstrijd tegen Luxemburg (5-0). Die wissel lag niet voor de hand: een verdediger voor een spelmaker bij een 4-0 stand. Logischer was om Davy Klaassen het veld op te sturen. Maar door hem in te brengen tijdens een WK-kwalificatieduel kon Aké definitief niet meer uitkomen voor Ivoorkust. "Normaal had ik Davy Klaassen voor Sneijder gebracht", erkende bondscoach Dick Advocaat na afloop. "Maar ik vond het wel handig dat Aké ook een officiële interland zou meemaken. Hij speelde al vriendschappelijk mee tegen Marokko, maar dat telt niet. Nu is hij echt aan ons verbonden."
Ook bondscoach Ronald Koeman maakte in 2018 nog regelmatig gebruik van Aké. Hij maakte op 4 juni 2018 zijn eerste doelpunt in het shirt van Oranje. Hij zorgde die dag met een kopbal voor de 1–1 tijdens een oefeninterland in en tegen Italië, tevens de eindstand. Vanaf november 2018 kreeg Aké bijna geen speeltijd meer, en werd de linksback-positie overgenomen door Daley Blind. Wel bleef hij deel uitmaken van de selectie.
In 2021 maakte Aké deel uit van de selectie van Oranje voor het Europees kampioenschap. Zijn speeltijd op dit EK bleef beperkt tot twee invalbeurten in de groepsfase.
Aké speelde bijna nooit tijdens de in 2021 gespeelde kwalificatiewedstrijden voor het WK 2022, maar in 2022 kreeg hij wel veel speeltijd in oefenwedstrijden. Hij werd geselecteerd voor deelname aan het WK 2022 door Louis van Gaal. Tijdens dit WK was hij basisspeler als de meest linkse van drie centrumverdedigers. Nederland behaalde dat toernooi de kwartfinale. Anderhalf jaar later werd Aké voor het EK 2024 opnieuw opgeroepen door nieuwe bondscoach Ronald Koeman, die hem als linksback opstelde. In de openingswedstrijd tegen Polen gaf hij bij beide Nederlandse goals de assist. Nederland overleefde een groep met ook Frankrijk en Oostenrijk en schakelde vervolgens Roemenië en Turkije uit, voordat het in de halve finales met 2–1 verloor van Engeland. Aké kwam op het toernooi in alle wedstrijden in actie.
| Interlands van Nathan Aké voor Nederland | Interlands van Nathan Aké voor Nederland | Interlands van Nathan Aké voor Nederland | Interlands van Nathan Aké voor Nederland | Interlands van Nathan Aké voor Nederland | Interlands van Nathan Aké voor Nederland |
| №                                        | Datum                                    | Wedstrijd                                | Uitslag                                  | Competitie                               | Goals                                    |
| ---------------------------------------- | ---------------------------------------- | ---------------------------------------- | ---------------------------------------- | ---------------------------------------- | ---------------------------------------- |
|                                          |                                          |                                          |                                          |                                          |                                          |
| Als speler bij Chelsea                   |                                          |                                          |                                          |                                          |                                          |
| 1.                                       | 31 mei 2017                              | Marokko – Nederland                      | 1 – 2                                    | Vriendschappelijk                        |                                          |
| 2.                                       | 9 juni 2017                              | Nederland – Luxemburg                    | 5 – 0                                    | Kwalificatie WK 2018                     |                                          |
| Als speler bij AFC Bournemouth           | Als speler bij AFC Bournemouth           | Als speler bij AFC Bournemouth           | Als speler bij AFC Bournemouth           | Als speler bij AFC Bournemouth           | 2                                        |
| 3.                                       | 10 oktober 2017                          | Nederland – Zweden                       | 2 – 0                                    | Kwalificatie WK 2018                     |                                          |
| 4.                                       | 9 november 2017                          | Schotland – Nederland                    | 0 – 1                                    | Vriendschappelijk                        |                                          |
| 5.                                       | 14 november 2017                         | Roemenië – Nederland                     | 0 – 3                                    | Vriendschappelijk                        |                                          |
| 6.                                       | 26 maart 2018                            | Portugal – Nederland                     | 0 – 3                                    | Vriendschappelijk                        |                                          |
| 7.                                       | 4 juni 2018                              | Italië – Nederland                       | 1 – 1                                    | Vriendschappelijk                        | 88'                                      |
| 8.                                       | 13 oktober 2018                          | Nederland – Duitsland                    | 3 – 0                                    | Nations League 2018/19                   |                                          |
| 9.                                       | 16 oktober 2018                          | België – Nederland                       | 1 – 1                                    | Vriendschappelijk                        |                                          |
| 10.                                      | 6 november 2018                          | Nederland – Frankrijk                    | 2 – 0                                    | Nations League 2018/19                   |                                          |
| 11.                                      | 6 september 2019                         | Duitsland – Nederland                    | 2 – 4                                    | Kwalificatie EK 2020                     |                                          |
| 12.                                      | 16 november 2019                         | Noord-Ierland – Nederland                | 0 – 0                                    | Kwalificatie EK 2020                     |                                          |
| 13.                                      | 19 november 2019                         | Nederland – Estland                      | 5 – 0                                    | Kwalificatie EK 2020                     | 19'                                      |
| Als speler bij Manchester City           | Als speler bij Manchester City           | Als speler bij Manchester City           | Als speler bij Manchester City           | Als speler bij Manchester City           | 3                                        |
| 14.                                      | 4 september 2020                         | Nederland – Polen                        | 1 – 0                                    | Nations League 2020/21                   |                                          |
| 15.                                      | 7 september 2020                         | Nederland – Italië                       | 0 – 1                                    | Nations League 2020/21                   |                                          |
| 16.                                      | 7 oktober 2020                           | Nederland – Mexico                       | 0 – 1                                    | Vriendschappelijk                        |                                          |
| 17.                                      | 11 oktober 2020                          | Bosnië en Her. – Nederland               | 0 – 0                                    | Nations League 2020/21                   |                                          |
| 18.                                      | 14 oktober 2020                          | Italië – Nederland                       | 1 – 1                                    | Nations League 2020/21                   |                                          |
| 19.                                      | 11 november 2020                         | Nederland – Spanje                       | 1 – 1                                    | Vriendschappelijk                        |                                          |
| 20.                                      | 6 juni 2021                              | Nederland – Georgië                      | 3 – 0                                    | Vriendschappelijk                        |                                          |
| 21.                                      | 13 juni 2021                             | Nederland – Oekraïne                     | 3 – 2                                    | EK 2020                                  |                                          |
| 22.                                      | 17 juni 2021                             | Nederland – Oostenrijk                   | 2 – 0                                    | EK 2020                                  |                                          |
| 23.                                      | 16 november 2021                         | Nederland – Noorwegen                    | 2 – 0                                    | Kwalificatie WK 2022                     |                                          |
| 24.                                      | 26 maart 2022                            | Nederland – Denemarken                   | 4 – 2                                    | Vriendschappelijk                        | 29'                                      |
| 25.                                      | 29 maart 2022                            | Nederland – Duitsland                    | 1 – 1                                    | Vriendschappelijk                        |                                          |
| 26.                                      | 3 juni 2022                              | België – Nederland                       | 1 – 4                                    | UEFA Nations League 2022/23              |                                          |
| 27.                                      | 11 juni 2022                             | Nederland – Polen                        | 2 – 2                                    | UEFA Nations League 2022/23              |                                          |
| 28.                                      | 22 september 2022                        | Polen – Nederland                        | 0 – 2                                    | UEFA Nations League 2022/23              |                                          |
| 29.                                      | 25 september 2022                        | Nederland – België                       | 1 – 0                                    | UEFA Nations League 2022/23              |                                          |
| 30.                                      | 21 november 2022                         | Senegal – Nederland                      | 0 – 2                                    | WK 2022                                  |                                          |
| 31.                                      | 25 november 2022                         | Nederland – Ecuador                      | 1 – 1                                    | WK 2022                                  |                                          |
| 32.                                      | 29 november 2022                         | Nederland – Qatar                        | 2 – 0                                    | WK 2022                                  |                                          |
| 33.                                      | 3 december 2022                          | Nederland – Verenigde Staten             | 3 – 1                                    | WK 2022                                  |                                          |
| 34.                                      | 9 december 2022                          | Nederland – Argentinië                   | 2 – 2                                    | WK 2022                                  |                                          |
| 35.                                      | 24 maart 2023                            | Frankrijk – Nederland                    | 4 – 0                                    | Kwalificatie EK 2024                     |                                          |
| 36.                                      | 27 maart 2023                            | Nederland – Gibraltar                    | 3 – 0                                    | Kwalificatie EK 2024                     | 50' 82'                                  |
| 37.                                      | 14 juni 2023                             | Nederland – Kroatië                      | 2 – 4                                    | Nations League 2022/23                   |                                          |
| 38.                                      | 18 juni 2023                             | Nederland – Italië                       | 2 – 3                                    | Nations League 2022/23                   |                                          |
| 39.                                      | 7 september 2023                         | Nederland – Griekenland                  | 3 – 0                                    | Kwalificatie EK 2024                     |                                          |
| 40.                                      | 10 september 2023                        | Ierland – Nederland                      | 1 – 2                                    | Kwalificatie EK 2024                     |                                          |
| 41.                                      | 13 oktober 2023                          | Nederland – Frankrijk                    | 1 – 2                                    | Kwalificatie EK 2024                     |                                          |
| 42.                                      | 16 oktober 2023                          | Griekenland – Nederland                  | 0 – 1                                    | Kwalificatie EK 2024                     |                                          |
| 43.                                      | 22 maart 2024                            | Nederland – Schotland                    | 4 – 0                                    | Vriendschappelijk                        |                                          |
| 44.                                      | 26 maart 2024                            | Duitsland – Nederland                    | 2 – 1                                    | Vriendschappelijk                        |                                          |
| 45.                                      | 10 juni 2024                             | Nederland – IJsland                      | 4 – 0                                    | Vriendschappelijk                        |                                          |
| 46.                                      | 16 juni 2024                             | Polen – Nederland                        | 1 – 2                                    | EK 2024                                  |                                          |
| 47.                                      | 21 juni 2024                             | Nederland – Frankrijk                    | 0 – 0                                    | EK 2024                                  |                                          |
| 48.                                      | 25 juni 2024                             | Nederland – Oostenrijk                   | 2 – 3                                    | EK 2024                                  |                                          |
| 49.                                      | 2juli 2024                               | Roemenië – Nederland                     | 0 – 3                                    | EK 2024                                  |                                          |
| 50.                                      | 6 juli 2024                              | Nederland – Turkije                      | 2 – 1                                    | EK 2024                                  |                                          |
| 51.                                      | 10 juli 2024                             | Nederland – Engeland                     | 1 – 2                                    | EK 2024                                  |                                          |
| 52.                                      | 7 september 2024                         | Nederland – Bosnië en Herzegovina        | 5 – 2                                    | Nations League 2024/25                   |                                          |
| 53.                                      | 10 september 2024                        | Nederland – Duitsland                    | 2 – 2                                    | Nations League 2024/25                   |                                          |
| 54.                                      | 7 juni 2025                              | Finland - Nederland                      | 0-2                                      | Kwalificatie WK 2026                     |                                          |

Bijgewerkt t/m 7 juni 2026.

## Erelijst
| Competitie            | Aantal  | Jaren                                  |
| Chelsea               | Chelsea | Chelsea                                |
| --------------------- | ------- | -------------------------------------- |
| Continentaal          |         |                                        |
| UEFA Europa League    | 1×      | 2012/13                                |
| Nationaal             |         |                                        |
| Premier League        | 2×      | 2014/15, 2016/17                       |
| Football League Cup   | 1×      | 2014/15                                |
| Manchester City       |         |                                        |
| Mondiaal              |         |                                        |
| FIFA Club World Cup   | 1×      | 2023                                   |
| Continentaal          |         |                                        |
| UEFA Champions League | 1×      | 2022/23                                |
| UEFA Super Cup        | 1×      | 2023                                   |
| Nationaal             |         |                                        |
| Premier League        | 4×      | 2020/21, 2021/22, 2022/2023, 2023/2024 |
| FA Cup                | 1×      | 2022/23                                |
| EFL Cup               | 1×      | 2020/21                                |
| FA Community Shield   | 1×      | 2024                                   |

| Competitie          | Winnaar       | Winnaar       | Runner-up     | Runner-up     | Derde         | Derde         |
| Competitie          | Aantal        | Jaren         | Aantal        | Jaren         | Aantal        | Jaren         |
| Nederland –17       | Nederland –17 | Nederland –17 | Nederland –17 | Nederland –17 | Nederland –17 | Nederland –17 |
| ------------------- | ------------- | ------------- | ------------- | ------------- | ------------- | ------------- |
| UEFA EK onder 17    | 2×            | 2011, 2012    | -             | -             | -             | -             |
| Nederland           |               |               |               |               |               |               |
| UEFA Nations League | -             | -             | 1×            | 2018/19       | -             | -             |